# Platycoryne pervillei
Platycoryne pervillei Rchb.f., 1855 è una pianta della famiglia delle Orchidacee, endemica del Madagascar.